# حملة سوليفان
حملة سوليفان (المعروفة أيضًا باسم حملة سوليفان – كلينتون) هي حملة عسكرية منهجية خلال حرب الاستقلال الأمريكية ضد الموالين (أو المحافظين)، وحلف الإيراكوس المكون من قبائل الأمريكيين القدماء الأولى، الذين وقفوا إلى جانب البريطانيين. وصفها بعض المؤرخين بأنها إبادة جماعية بسبب حجم العنف والتدمير الذي تعرض له الإيراكوسيون أو شعب اللونغهاوس.
نُفذت الحملة المنظمة من قبل جورج واشنطن بشكل رئيسي على أراضي حلف الإيراكوس (المعروف أيضًا باسم تحالف لونغهاوس)، فجرى «نقل الحرب إلى موطن العدو لكسر معنوياتهم» وكانت الحملة ناجحة إلى حد كبير، إذ دمروا أكثر من 40 قرية يسكنها الإيراكوسيون، ومخازن محاصيلها الشتوية، ودمروا حصون الأمم الستة في نيويورك وصولًا إلى البحيرات العظمى، وانتقلت العائلات الهندية المروعة من هول الحرب إلى كندا بحثًا عن الحماية من البريطانيين. تقع المنطقة الآن في قلب ولاية نيويورك، ومع هزيمة القوة العسكرية للإيراكوسيين، فُتحَت أبواب منطقة أوهايو الشاسعة، ومناطق البحيرات العظمى، وغرب بنسلفانيا، وفيرجينيا الغربية، وكنتاكي.

## نظرة عامة
بقيادة اللواء جون سوليفان والعميد جيمس كلينتون، نُفذت حملة سوليفان في صيف عام 1779، بدءًا من 18 يونيو، عندما سار الجيش من إيستون في بنسلفانيا، وحتى 3 أكتوبر عندما تخلى الجيش عن حصن سوليفان في تيوجا، وعاد إلى معسكر جورج واشنطن الرئيسي في نيو جيرسي. لم تشهد الحملة سوا معركة رئيسية واحدة في نيوتاون (بسبب إجلاء القبائل قبل القوة العسكرية الكبيرة) على طول نهر شيمونغ في غرب نيويورك، إلا أنها ألحقت أضرارًا بالغة باقتصاد الإيراكوس من خلال حرق محاصيلهم، وقراهم، وممتلكاتهم، وبالتالي دمرت البنية التحتية. مع زوال مأوى الأمريكيين الأصليين، وتدمير الإمدادات الغذائية، تحطمت قوة تحالف الإيراكوس. بدت حصيلة ضحايا معركة نيوتاون قليلة مقارنة بعدد الضحايا الذين سقطوا بسبب المجاعة، والظروف السيئة. هُزِم في المعركة آنفة الذكر حوالي 1000 إيراكوسي موالي على يد جيش مكون من 3200 جندي.
نفذ جيش سوليفان حملة الأرض المحروقة، ودمر بشكل منهجي ما لا يقل عن أربعين قرية في جميع أنحاء منطقة البحيرات الإصبعية غرب نيويورك، لوضع حد لهجمات الإيراكوس والموالين ضد المستوطنات الأمريكية، التي حدثت في العام السابق لعام 1778، كمذابح كوبليسكيل، ووايومنغ، ووادي شيري مثلًا. فر الناجون إلى المناطق البريطانية في كندا، وشلالات نياغرا، ومنطقة بوفالو. تسبب الدمار في مصاعب كبيرة لآلاف اللاجئين الإيراكوسيين الذين فروا من المنطقة للاحتماء بالقوات العسكرية البريطانية خارج حصن نياغرا. وقع العديد منهم ضحيةً للجوع أو تجمّدوا حتى الموت، على الرغم من محاولات السلطات البريطانية المضنية لاستيراد الطعام، وتوفير المأوى من خلال مواردهم المحدودة.
دمرت حملة سوليفان محاصيل ومدن الإيراكوس، تاركةً إياهم يلتمسون رحمة البريطانيين في شتاء عام 1779 القاسي. هلك القسم الأعظم من الإيراكوسيين بسبب المرض والمعركة، ولم تتعافَ الروح المعنوية الهندية بشكل تام أبدًا، وبعد ذلك اختصر الإيراكوسيون حملات التوغل في الولايات المتحدة إلى حملات صيد معزولة، إذ هاجر أغلب السكان بشكل دائم شمالًا.